# 锡达断层国家保护区

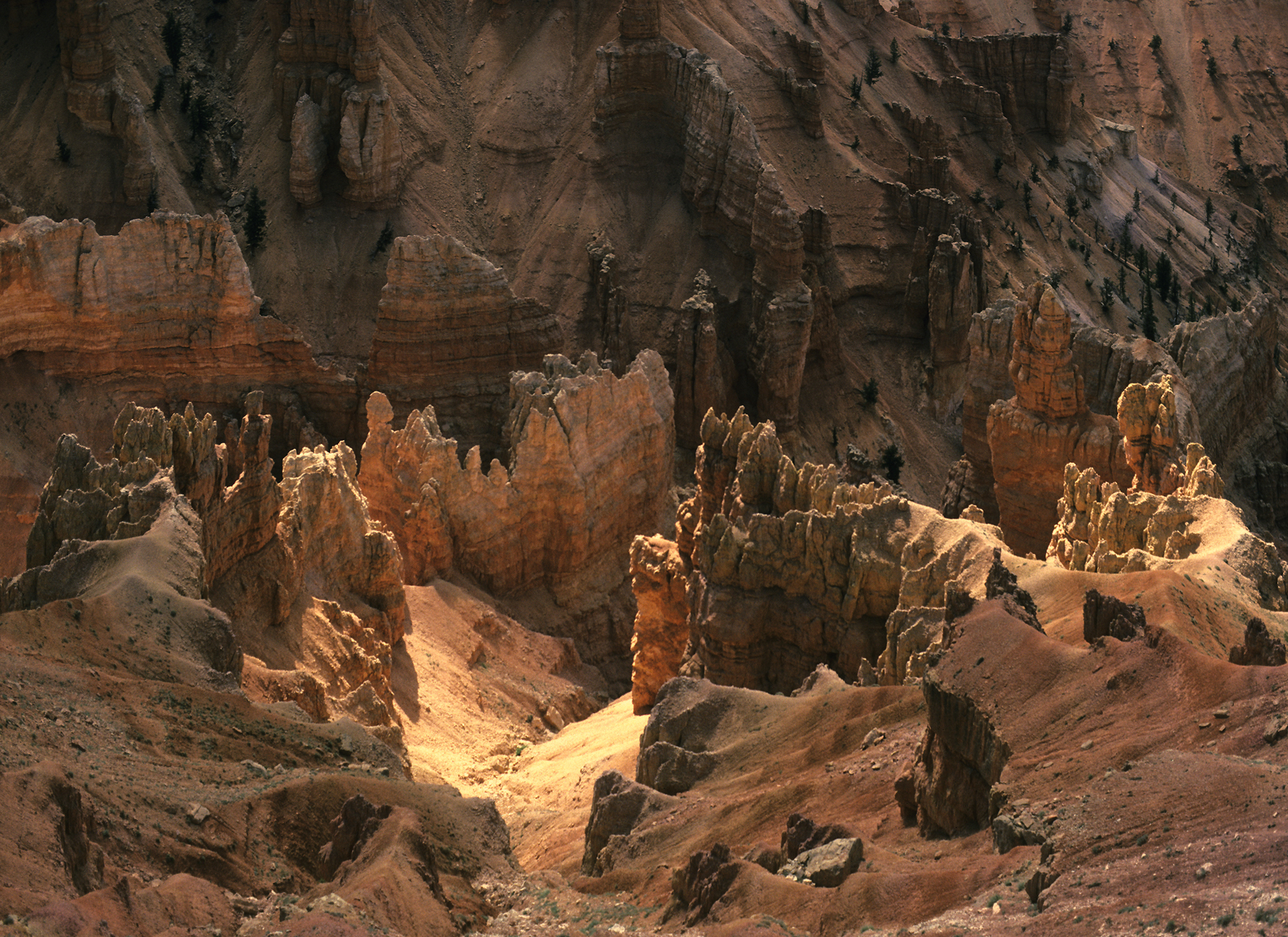
锡达断层国家保护区风景

锡达断层国家保护区（Cedar Breaks National Monument）是美国的一个国家保护区，位于犹他州锡达城。锡达断层是一个天然的圆形竞技场形的峡谷，绵延3英里（4.6公里），深度超过2000英尺（610米）。峡谷的边缘处于海拔10000英尺（3000米）。
峡谷的侵蚀岩石地层类似布莱斯峡谷国家公园，但是有自己独特的外观。由于海拔较高，10月到次年的5月，大雪往往使车辆无法进入。峡谷游客中心只在6月到10月开放，设在低海拔的锡安公园总部在其余时间开放。它并不象附近的其他国家公园受欢迎，不过每年也有几十万游客。

## 动植物
保护区里经常可以看到野生动物。北美黑尾鹿和豪猪较常见，鼠类和其他动物如鼠兔、旱獺、欧亚红松鼠、加利福尼亚金背黄鼠、囊鼠和花栗鼠都也较常见。山狮和其他大型动物生活在该地区，但很少看到。常见的鸟类包括北美星鸦、紫绿树燕和渡鸦。
目前已知的生长时间最长的树木狐尾松也可以在这个地区发现，一些标本已经超过了1600年。杨树、哥伦比亚云杉、亚高山带冷衫和大枝松也生长在这里。